# Бедер, Борис Александрович
Бори́с Алекса́ндрович Бе́дер (1908—1989) — заслуженный геолог Узбекистана, первооткрыватель Ташкентской минеральной воды.

## Биография
Родился 4 августа 1908 года в Ташкенте в семье служащего. Окончив в 1925 году школу, он поступил на геологическое отделение физико-математического факультета Среднеазиатского государственного университета. В связи с реорганизацией в 1930 году геологического отделения в Среднеазиатский геологоразведочный институт, Борис Бедер окончил Среднеазиатский геологоразведочный институт весной 1930 года по специальности «гидрогеология».
После окончания института он стал работать в Среднеазиатском геолого-разведочном управлении начальником и техноруком различных гидрогеологических партий.
С марта 1943 года Б. А. Бедер стал начальником Узбекской гидро-геологической экспедиции по составлению сводных карт Узбекистана, а с августа 1944 года одновременно с работой по руководству экспедицией был назначен начальником отдела гидрогеологии геологического управления.
В 1947 году он без отрыва от производства подготовил и защитил кандидатскую диссертацию.
В марте 1951 года в качестве главного геолога принял участие в организации крупной объединенной гидрогеологической экспедиции, а после организации и становления экспедиции, по личной просьбе был переведён на работу в полевую партию этой экспедиции начальником и техноруком гидроминеральной партии.
В мае 1960 года Б. А. Бедер прошёл по конкурсу на работу в Среднеазиатский научно-исследовательский институт геологии и минерального сырья (САИГИМС) в качестве старшего научного сотрудника, руководителя лаборатории гидроминерального сырья.
В 1970 году Б. А. Бедер был переведён из САИГИМСа во вновь образованный Институт гидрогеологии и инженерной геологии (ГИДРОИНГЕО), где работал до последних дней своей жизни.
Умер в Ташкенте 31 декабря 1989 года, похоронен на Домбрабадском кладбище.

## Научные достижения
Им опубликовано свыше двухсот двадцати научных работ, свыше 190 его работ находятся на хранении в геологических фондах Узбекистана. Борис Александрович Бедер непосредственно участвовал в открытии и исследовании более 30 месторождений минеральных, промышленных и термальных вод Узбекистана. Многие годы Б. А. Бедер был членом президиума Республиканского совета и заместителем председателя секции охраны подземных вод Республиканского общества охраны природы Узбекистана.

### Некоторые научные работы
- Бедер Б. А. Артезианские воды Юго-Западного Узбекистана. Ташкент, 1961. 47 с.
- Бедер Б. А. Артезианские, минеральные и термальные воды Узбекистана. Ташкент, Изд. «Узбекистан», 1973. 39 с.

## Награды
Б. А. Бедер был награждён орденом Трудового Красного Знамени, семью медалями, тремя Почётными грамотами Президиума Верховного Совета Узбекистана. Ему было присвоено почётные звания «Заслуженный геолог Узбекистана» и «Первооткрыватель месторождения». Республиканское общество охраны природы наградило его медалью «За особые заслуги по охране природы».